# San Juan (fiume Colombia)
Il fiume San Juan è un importante corso d'acqua della Colombia che sfocia nell'Oceano Pacifico, nasce nel dipartimento di Antioquia e scorre nei dipartimenti di Risaralda, Chocó e di Valle del Cauca. È lungo 380 km e il suo bacino misura 15 000 km².

## Geografía
Il fiume San Juan nasce sul colle (cerro) di Caramanta, dipartimento di Antioquia, nella cordigliera occidentale delle Ande colombiane. La parte alta del suo bacino si trova nel dipartimento di Risaralda e quelle media e bassa nel dipartimento di Chocó.
Il suo corso si estende per la maggior parte nel del dipartimento di Chocó, da nordest verso sudovest, in direzione opposta al fiume Atrato, dal quale è separato dall'istmo di San Paolo.
Sfocia nell'oceano Pacífico, litorale di San Juan, ai confini con il Dipartimento di Valle del Cauca, con un delta di 300 km² denominato «Siete Bocas», e che si trova a 60 km a nordest del porto di Buenaventura, Valle del Cauca, e include numerose isole circondate da mangrovie.
A valutare l'estensione del bacino, esso si limita a 15 000 km² ma, data l'abbondanza di precipitazioni nella regione, il fiume ha tanta portata quanto il Reno, per cui è considerato come uno dei fiumi più importanti del paese.

## Navigabilità
Il fiume San Juan è navigabile per 180 km. I porti principali sono Istmina e Negría.

## Idrometria
La portata del fiume è stata osservata per 25 anni (1965-1990) a Peñitas, ubicata a poca distanza dalla sua foce nel mare.
A Peñitas, il modulo del flusso annuale medio osservato durante questo periodo è stato di 2055 m³/s, per una superficie studiata di più o meno 14000 km², ovvero più del 90 % del totale del bacino del fiume.
Le precipitazioni nel bacino del fiume raggiungono i 4630 millimetri annui, valore che deve essere considerato piuttosto alto.
Come fiume della regione equatoriale, il San Juan è alimentato abbondantemente durante tutto l'anno. Vi sono due periodi di piena, il primo si verifica in maggio e giugno, il secondo, molto maggiore, in ottobre e novembre. Vi sono due periodi intermedi, nei quali si registra un abbassamento del livello molto pronunciato, quello da febbraio a marzo. La portata media mensile in marzo (mese di portata minima) raggiunge i 1495 m³/s, un poco più della metà della portata media del mese di ottobre (2682 m³/s), il che mostra un'ampiezza delle variazioni stagionali relativamente bassa. Nel periodo di osservazione di 25 anni, il flusso minimo mensile fu di 794 m³/s, mente quello mensile massimo fu di 4260 m³/s.